# Trocando Olhares
Trocando Olhares é a primeira coletânea da produção poética de Florbela Espanca.  Reúne as obras escritas pela poetisa portuguesa entre 10 de Maio de 1915 e 30 de Abril de 1917.
Florbela iniciou o trabalho sobre o projeto em meados de Abril de 1916, na época em que vivia em Redondo, cidade no distrito de Évora. Seleccionou então cerca de trinta peças produzidas a partir de 1915, que em seguida completou com produções posteriores.
O conjunto de poemas, contos e anotações iria servir como base para vários projetos: Trocando Olhares, Alma de Portugal, O Livro d’Ele, e Minha Terra, Meu Amor. Também desse manuscrito a poetisa extraiu as antologias Primeiros passos (1916) e Primeiros versos (1917), amostras da sua criação que tentou publicar sem êxito. Destas surgiram mais tarde o Livro de Mágoas (1919) e o Livro de Sóror Saudade (1923).
O manuscrito em forma de caderno (32,2 x 11 cm), com capa dura, de quarenta e nove folhas, consta no espólio da Biblioteca Nacional de Lisboa. Contém 85 poemas. Inclui prováveis projectos de índice e planos de obras: "A Minha Terra" e "O Meu Amôr", ambos em duas versões. Inclui também três contos: "Alma de Mulher", "A Oferta do Destino" e "Amor de Sacrifício". Alguns poemas têm a menção "O Livro d'Elle" e/ou são numerados. Ao longo do caderno encontram-se notas: "Bom", "Gosto", "Emendar" e "Para Emendar". Inclui títulos repetidos correspondendo a poemas diferentes e um soneto com duas versões de título: "Talvez…", riscado e substituído por "A esta hora…".
A coletânea foi publicada postumamente no ano 1994 em Lisboa pela Imprensa Nacional/Casa da Moeda, com um estudo introdutório, estabelecimento de textos e notas de Maria Lúcia Dal Farra.

## Conteúdo da obra
A obra é composta dos seguintes textos:
- Toda a terra que pisas meu Amor
- A minha terra
- O meu Amor
- Dedicatória
- As quadras dele
- Cantigas leva-as o vento…
- Num postal
- Sonhos… No Minho
- A Doida
- Poetas
- Desafio
- O teu olhar
- Crisantemos
- Que diferença!…
- Os teus olhos
- Doce milagre
- Folhas de rosa
- Dantes…
- Junquilhos…
- O Fado Verdades cruéis
- Li um dia, não sei onde:
- Carta para longe
- Triste passeio
- Mentiras
- Cemitérios
- A mulher
- No Hospital
- Os meus versos
- As quadras dele
- Aos olhos dele
- Súplica
- Embalada num sonho aurifulgente:
- Mistério d'amor
- Escreve-me…
- O meu Alentejo
- A voz de Deus
- Paisagem
- Filhos
- Às mães de Portugal
- Doce certeza
- O teu segredo
- Sonho morto
- Sonhando…
- Noites da minha terra
- Vozes do mar
- Cravos vermelhos
- Saudades
- Visões da febre
- Oração
- À guerra!
- Meu Portugal
- Desejo
- Anseios
- O espectro
- Confissão
- Poder da graça
- Aonde?…
- Quem sabe?!…
- Nunca mais!
- Triste destino!
- Humildade
- Oração de joelhos
- Aos olhos d'ele
- Desdém
- Rústica
- A Anto!
- Escuta…
- A esta hora…
- Sol posto
- Estrela Cadente
- Versos Duas quadras
- Balada
- Noite trágica
- Sonhos
- Vulcões
- Errante
- Só
- Estranho livro aquele que escreveste
- Alma de mulher [conto]
- A oferta do destino [conto]
- Amor de sacrifício [conto]
- A minha terra [projeto]
- O meu Amor [projeto]

### Sonetos (dedicado aAmérico Durão)
- Desalento
- A um livro
- Maior tortura
- Cegueira Bendita
- Noivado Estranho